# Днепровагонремстрой
ПАО Днепровагонремстрой (укр. ПАТ Дніпровагонремстрой), прежние названия - Днепропетровский завод по ремонту и строительству пассажирских вагонов, Днепропетровский вагоноремонтный завод, ДВРЗ) — одно из старейших предприятий вагоноремонтной и вагоностроительной отрасли Украины.

## История

### 1898 - 1917
Развитие промышленности в Екатеринославе увеличило грузооборот Екатерининской железной дороги, что, в свою очередь, привело к увеличению вагонного парка, который уже в 1893 году насчитывал 4.584 грузовых вагона.
В 1898 году на левом берегу Днепра, на железнодорожной станции Нижнеднепровск были построены главные вагонные мастерские Екатерининской железной дороги, состоявшие из четырёх цехов (кузнечного и механического цехов, товаросборочного и пассажирского отделений).
В 1903 году заводская территория увеличилась, были созданы новые цеха. Сначала колесный и механический цехи были в одном корпусе. Станки приводились в движение от общего привода. Пути, где размещались вагоны, были проложены через песчаные овраги. Насыпи -не очень прочные. Поэтому вагоны нередко падали под откос… 
С 1899 по 1904 год в мастерских был произведен большой и малый ремонт 535 пассажирских и 59400 двухосных товарных вагонов.
К 1905 году мастерские значительно расширились. Вступили в строй новые производственные корпуса, сданы в эксплуатацию пристройки к старым. Цехи пополнились оборудованием. Резко увеличился объём работ по ремонту вагонного парка Екатерининской железной дороги. В связи с этим в мастерских начался массовый приём рабочих. Экономическое положение обострилось ещё больше. Заработки снизились, работать приходилось по 10-12 часов…
В начале 1917 года в мастерских работали свыше 3 тысяч рабочих и служащих.

### 1918 - 1991
Рабочие мастерских принимали активное участие в гражданской войне.
Во время наступления австро-германских войск на Украине в 1918 году рабочие мастерских сыграли важную роль в эвакуации оборудования, металла и угля, а рабочий мастерских Г. Н. Баглей вошёл в состав военно-революционного штаба по охране перевозок.
Вооружённый отряд из рабочих мастерских участвовал в четырёхдневных боях в районе Екатеринослава, прикрывая отход на север эшелонов и подразделений РККА.
В декабре 1918 года в Екатеринославе началось восстание, в котором приняли участие рабочие мастерских, они передали РККА эшелон с оружием и боеприпасами, но затем восставшие были вынуждены оставить город.
В январе 1920 года была проведена «Неделя транспорта», в которой приняли участие рабочие мастерских. Они начали восстановление предприятия и разрушенного железнодорожного хозяйства страны. Приводили в порядок цехи, ремонтировали станки и различные приспособления. 
В 1920 году на базе вагонных мастерских была создана школа фабрично-заводского ученичества, (в 1930 году в ФЗУ им. Д. 3. Лебедя обучалось до 2000 человек). 
1 мая 1920 года проведен Всероссийский трудовой субботник, в котором приняли участие 1460 рабочих Нижнеднепровских вагонных мастерских. Они отремонтировали 50 товарных и несколько пассажирских вагонов и привели в порядок территории цехов.
На станционных путях и в вагонных парках собрались целые кладбища разрушенных пассажирских и товарных вагонов. Рабочие доставляли их в мастерские и ремонтировали по методу «тришкина кафтана»: с одного — брали кузов, с другого — тележки, с третьего — обшивку и получался вагон… Производительность мастерских в 1921 году составляла всего 48 % от уровня 1913 года, а в январе — марте была ещё ниже.
В 1923 году началось восстановление разрушенных мастерских. Сначала здесь выполняли только малый ремонт. Но уже в 1924 году отремонтировали 250 вагонов, в 1925—350. В 1925 году план по ремонту пассажирских и товарных вагонов был выполнен на 119 процентов. К этому времени в вагонных мастерских уже работало около двух тысяч человек.
В 1926 году по предложению начальника мастерских Антона Петровича Горбова мастерские были преобразованы в Нижнеднепровский вагоноремонтный завод, специализировавшийся на ремонте пассажирских и грузовых вагонов. Завод начал выполнять не только малый, но и большой ремонт вагонов.
В 1928 году на предприятии было отремонтировано 800 вагонов. В это же время строятся новые цехи. На заводе начинают применяться электрогорн и пневматическое сверление и клепание.
В 1929 году в СССР развернулась борьба за досрочное выполнение пятилетнего плана, в которое активно включились и работники Нижнеднепровского вагоноремонтного завода. Здесь ударно трудились 175 бригад, почти 1900 ударников труда. Ход социалистического соревнования освещался в заводской многотиражной газете «Червоний вагонець», которая начала выходить с 1 июля 1929 года. Труд коллектива завода усложнялся тем, что здесь ремонтировались пассажирские и товарные вагоны всех типов. Здесь были двух-трёх-четырёх и многоосные транспортеры, снегоочистители, изотермические цистерны, крытые полувагоны. В пассажирском цехе ремонтировались вагоны постройки разных лет и различных заводов. Поэтому на заводе большое внимание уделялось рациональной организации труда. 
1 октября 1930 года при заводе начал работу вечерний техникум (впоследствии преобразованный в филиал Днепропетровского транспортного политехникума). В феврале 1935 года первыми получили среднее техническое образование со специальностью техник-механик по ремонту вагонов несколько рабочих завода.
В 1940 году были введены в эксплуатацию вновь построенные литейный и колесный цехи. Появились новые вагранки, вступило в строй тележечное отделение товарного цехи, развивается штамповое хозяйство.
После начала Великой Отечественной войны, в первые же дни на фронт ушли многие кировцы. Оставшиеся на заводе с удвоенной энергией ремонтировали грузовые и пассажирские вагоны, готовили поезда специального назначения, быстро освоили выпуск оборонной продукции, в частности, изготовление понтонов. К концу июля 1941 было оборудовано и отправлено на фронт 36 военно-санитарных поездов. 
В связи с приближением линии фронта к Днепропетровску, начальник завода Ф. Т. Коробов приказал готовить завод к эвакуации. 8 августа 1941 в глубокий тыл был отправлен первый эшелон. А в течение двух недель было отправлено ещё восемь таких эшелонов. Вступившие в Днепропетровск немецкие войска обнаружили лишь голые обуглившиеся после бомбежек стены цехов.
В эвакуации оборудование и персонал завода принял Барнаульский вагоноремонтный завод, и уже через несколько месяцев кировцы приступили к выпуску военной продукции. В 1942 цех по выпуску оборонной продукции увеличил производство изделий по сравнению с 1941 годом в 14 раз, резко снизив их себестоимость. Количество запасных частей, отправленных железным дорогам, возросло на 390 процентов, а количество отремонтированных колесных пар — в два раза.
В октябре 1943 года, после освобождения Днепропетровска, началось восстановление предприятия, продолжавшееся 10 лет. Через несколько дней на ВРЗ им. С. М. Кирова прибыл воинский стройбат, а немного позже его сменила строительная организация железнодорожников. Необходимо было восстанавливать разрушенные здания. Ущерб, причиненный заводу, составил 43097009 рублей. Цехи практически пришлось строить заново. Чтобы скорее восстановить предприятие, использовались все местные возможности. Так, электростанцию соорудили практически из обломков.
Первую продукцию завод начал выпускать уже в 1943 году, планомерный ремонт грузовых вагонов завод начал в мае 1944 года, а пассажирских — в апреле 1945. К этому времени ещё не были восстановлены производственные, складские и другие помещения. Техническая вооружённость ВРЗ была крайне низка. Вместо необходимых 940 единиц оборудования он к концу 1945 года имел всего 225. В 1945 году было отремонтировано 1350 крытых грузовых и 120 пассажирских вагонов, а также изготовлено 1155 колесных пар, 154 дверных, 259 оконных рам и много других изделий для восстановления разрушенных жилых домов.
В послевоенный период было отремонтировано 165 пассажирских и 1562 товарных вагона, сформировано около 3000 колесных пар, выпущено 72 тонны поковок и 124 тонны чугунного литья, а также освоен выпуск цельнометаллических платформ. Одновременно с восстановлением завода проводилась и его реконструкция. 
В 1947 году общий объём выпущенной продукции по сравнению с 1946 годом увеличился на одну треть.
В 1948 году завод полностью переориентировался на ремонт пассажирских вагонов.
25 ноября 1949 года был издан Указ Президиума Верховного Совета СССР, которым в связи с 50-летием со дня основания завода и за достигнутые успехи по ремонту вагонов и производству запасных частей для железных дорог Нижнеднепровский вагоноремонтный завод имени С. М. Кирова был награждён орденом Трудового Красного Знамени.
В 1952 году был освоен ремонт цельнометаллических пассажирских вагонов, что требовало значительного изменения технологии и организации производства. Завод успешно справился с этими задачами, постоянно совершенствовал существующие и внедрял новые технологии, увеличивал объёмы производства.
В 1954 году значительно увеличивается план по ремонту цельнометаллических вагонов, изготовлению запасных частей и поковки. Кроме этого, в связи с расширяющимися перевозками грузов народного хозяйства завод освоил выпуск и дал стране в этом году 7000 контейнеров. Только за счет этого объём производства был увеличен на 25%.
В 1955 году на заводе была введена машиносчетная станция.
В 1956 году завод отремонтировал дополнительно к заданию 25 вагонов, выдал свыше 240 тонн поковки, а сверхплановая прибыль составила около 2 млн. рублей. В этом же году с целью улучшения внутризаводской транспортировки метизов и деталей на заводе появился гараж электрокар. Вначале там было шесть электрокар и три автопогрузчика.
В 1962 году в связи с возросшим парком подвижного состава была разработана технология новых трёх видов ремонта вагонов. Первый из них — деповской, второй — заводской, последний — капитальный, который будет производиться через 24 года после постройки или раньше в случае необходимости. В процессе перехода на новые виды ремонта вагонов на заводе была введена в эксплуатацию поточно-конвейерная линия с комплексной механизацией и автоматизацией процессов ремонта тележек. На месте исторической «канавы», где в дореволюционные годы проводились бурные сходки и митинги рабочих, построен новый корпус вагоносборочного цехи.
В 1963 году было решено построить на заводе конвейерно-моечную установку. Вскоре установка стала действовать. По проекту раствор после обмывки вагонов сливали в канализацию. Заводские конструкторы предложили использовать его повторно. В это время также широко внедряются в производство достижения химической промышленности. Так, завод переходит на ремонт мягких диванов ловинолом, экономя традиционные материалы — волос и вату. Декстрин для наклейки линолеума заменен на сульфитную щелочь. Резко сокращено потребление олифы оксоль.
В 1966 году Нижнеднепровский ВРЗ получил новое наименование - Днепропетровский ВРЗ.
28 марта 1966 года на заводе открылся заводской музей революционной, боевой и трудовой славы Днепропетровского вагоноремонтного завода имени С. М. Кирова. Это был народный музей, экспонаты которого собирались всем коллективом завода. Большую работу по организации музея провел ветеран завода Константин Алексеевич Головин. Участие в оформлении музея принимали все цехи завода. На стендах в хронологическом порядке была отражена вся история завода и его коллектива с 1898 года и до наших дней. В 1969 году музею было присвоено звание «Народный музей».
С 10 апреля 1967 года завод перешёл работать на пятидневную рабочую неделю с двумя выходными днями. Дополнительный выходной день позволил в течение года увеличить свободное время рабочих до 80 часов. Для восполнения потерянных суббот была разработана и внедрена технология ремонта вагонов-ресторанов и вагонов «МИКСТ» на поточно-конвейерной линии с принудительным передвижением по технологическим позициям при двухсменной работе. Вследствие этого каждый месяц завод получал дополнительно из ремонта 21 вагон.
В 1973 году завод отметил 75-летие со дня основания хорошими трудовыми показателями. План по ремонту вагонов выполнен на 100,2 процента, по реализации — на 100,1 процента, товарной продукции — 105,6 процента, прибыли — 105,2 процента. В связи с 75-летием завода администрация и профсоюзный комитет учредили звание «Заслуженный ветеран труда» и «Ветеран труда». Эти звания присваиваются передовым работникам, проработавшим на заводе длительное время и принимавшим активное участие в общественной жизни. На празднике был зачитан текст обращения к трудящимся завода, которые будут праздновать 100-летие со дня основания завода. Текст обращения был помещен в специальный футляр и передан на хранение в заводской музей.
Вторая половина семидесятых годов шла под лозунгом ускорения научно-технического прогресса В это время был заключен договор между ВРЗ и Днепропетровским институтом инженеров транспорта о сотрудничестве с целью повышения эффективности производства Было намечено более 70 организационно-технических мероприятий, из них 55 по новому электроремонтному цеху, который был сдан в эксплуатацию в 1976 году Это дало возможность более качественно ремонтировать электрооборудование пассажирских вагонов. Были также проведены значительные работы по механизации трудоемких процессов и замене устаревшего оборудования в литейном цехе Обновились технологические процессы и в ряде других цехов. Внедрение технических и технологических процессов способствовало успешному выполнению поставленных задач. Производственную программу 1978 года кировцы выполнили 26 декабря.
В 1983 году задание по ремонту вагонов было выполнено на 99,1%, а по выпуску колесных пар — на 91,4%. Стоимость выпущенной за год товарной продукции составила 200 тыс. рублей.
В 1984 году ужесточение требований к качеству ремонта пассажирских вагонов вскрыло многие недостатки. В результате, в первом квартале 1984 года план по выпуску и реализации товарной продукции был не выполнен, недодали к плану вагоны и колесные пары. В августе 1984 года начальником завода был назначен С. С. Герасюта.
С 1 января 1988 года завод перешёл на работу в условиях полного хозрасчета и самофинансирования. Эти два фактора заставили усилить поиск и реализацию резервов производства. В этом году завод отметил своё 90-летие.
В 1989 году на новой демократической основе стали избирать не только кандидатов в депутаты, а даже мастеров, начальников цехов. На заводе глобальные вопросы стал решать совет трудового коллектива. Происходят большие изменения и в производстве. Расширяются экономические связи с зарубежными странами. Завод выполняет заказы Польши, Монголии, Швеции и Финляндии. Начали осваивать ремонт вагонов ГДР, которые эксплуатировались более 25 лет.
Завод уверенно занимал ведущие позиции в отрасли, выполняя ремонт подвижного состава для железных дорог СССР.

### После 1991
В 1990-е годы, с распадом СССР, ситуация значительно осложнилась. Тяжелое положение железных дорог негативно отразилось на состоянии предприятия: упали объёмы производства, катастрофически выросла задолженность перед поставщиками, бюджетом, работниками. В это же время завод налаживал сотрудничество с ведущими иностранными предприятиями-производителями, осваивал новые виды ремонта, однако недостаточное финансирование не позволяло в полной мере реализовать задуманное. Завод умышленно загоняли в долговую яму для удешевления приватизации.
В 1992 году успешно развивалась работа с немецкими вагоностроителями, был подписан контракт на поставку электрооборудования на вагоны КР-2, Вскоре на заводе прошло совещание руководителей промышленных предприятий железнодорожного транспорта Украины (первое совещание с момента организации «Укрзалізниці»). Многое сделано для успешной работы завода, но экономические сложности вынуждают администрацию завода пойти на крайние меры: было принято решение уйти всем коллективом на месяц в отпуск без содержания.
В 1993 году состоялась презентация модернизированного заводом купированного вагона с кондиционированием воздуха (изготовленным в сотрудничестве с германской фирмой ФАГА).
В 1994 году положение завода оставалось сложным, не хватало денег, чтобы приобретать материалы, платить зарплату, но завод продолжал работать. Кроме вагонов КР-2, в работу взяли и ремонт вагонов габарита РИЦ. Это позволило заводу выстоять в тяжелое экономическое время, даже стабильно повышать заработную плату.
В 1995 году завод заключил контракт с «Укрзалізницею» по капитально-восстановительному ремонту пассажирских вагонов по испанской технологии. На завод приехала группа испанских специалистов, чтобы оказать помощь в работе над пятью опытными образцами вагонов. Для работы над этой программой было создано новое структурное подразделение — цех КВР. Подбор специалистов на этот участок производился на конкурсной основе. Некоторые из них проходили стажировку в Испании.
В 1996 году на выставке железнодорожного транспорта в День железнодорожника в Киеве были представлены первые три вагона, сделанные заводом по испанской технологии. В 1997 году освоение испанской технологии на предприятии продолжалось, были введены в действие новые участки по производству панелей, оконных и дверных блоков. На выставке в Киеве было показано четыре вагона.
В конце 1998 года Днепропетровский ВРЗ был реорганизован в открытое акционерное общество «Днепропетровский завод по ремонту и строительству пассажирских вагонов» (ОАО «Днепровагонремстрой»), в 1999 году была начата его приватизация, завершившаяся в 2000 году. Благодаря инвесторам в лице крупных акционеров, заинтересованных в развитии производства, которое переживает сейчас новое рождение, грамотному руководству и обеспечению необходимого финансирования было налажено снабжение материалами, комплектующими, энергоносителями, полностью стабилизирована экономическая ситуация и, как следствие, достигнут значительный рост объёмов производства. 
В начале 2000-х НПП «Хартрон-Экспресс» (дочернее предприятие харьковского "Хартрон") начало поставки Днепропетровскому вагоноремонтному заводу электрооборудования для ремонтируемых вагонов.
В августе 2001 года заводом был выпущен первый на Украине новый пассажирский вагон. 
В 2005 году завод прекратил выпуск вагонов типа КР-2 и в основном выполнял работы по ремонту вагонов на экспорт, для железных дорог России и Грузии. Количество отремонтированных вагонов по сравнению с 2004 годом сократилось на 125 единиц, однако в денежном выражении, объём реализованной продукции увеличился на 15,3%.
В 2006 году завод отремонтировал 86 вагонов и 371 колёсную пару, а в начале 2007 года - освоил ремонт железнодорожных кранов.
Начавшийся в 2008 году экономический кризис осложнил положение завода. 2008 год завод завершил с убытком, в 2009 году убытки увеличились и 2009 год завод завершил с чистым убытком в размере 110,969 млн. гривен, численность работников предприятия сократилась на 284 человека - до 702 человек.
2010 год завод завершил с убытком в размере 48,59 млн. гривен. 2011 год завод завершил с убытком в размере 88,032 млн. гривен.
С 2014 года, завод занимается сугубо ремонтами грузовых вагонов.
С 2014 по 2021 год включительно, завод работает с переменными успехами, но всё-таки постепенно наращивая объёмы производства.
На протяжении 2021 года средняя зарплата на заводе варьировалась от 12.337 гривен в январе, до аж 17 453 гривен в декабре и имела стабильную тенденцию роста, несмотря на убыточность завода.
2021 год завод завершил с убытком в размере 61,568 млн. гривен, с учётом непогашенных долгов.
2022 год завод завершил уже с убытком в размере 179,541 млн. гривен, с учётом недополученной прибыли и своих непогашенных долговых обязательств.
За крайне нестабильный 2022 год, численность работников завода была вынужденно сокращена, ещё на 84 человекa. Так же дополнительно уволилось 107 работников, на конец того же года. Но существенных задержек по зарплате, оставшимся работникам завода, всё же небыло допущено новой администрацией предприятия, как это не раз бывало на заре 2000-х годов, не только на этом предприятии.
Хотя сама зарплата немного и сократилась на заводе, из-за нестабильной работы в 2022 году, как и из-за существенного обвала гривны, но всё-таки средняя зарплата по предприятию остаётся не ниже чем по железнодорожной отрасли в целом, а при сдельной зарплате, то даже и выше того.
Получаемые здесь зарплаты, периодически пересматриваются раз в два-три года, но вот окончательная корректировка зарплат, как и самой сдельной ставки, во многом зависит от стабильной и максимально длительной загрузки производства в целом.
По состоянию на начало второго квартала 2023 года, завод, пока так и не вышел на свои плановые производственные мощности, для минимального ремонта 5400-6600 грузовых вагонов, за календарный год.
В 2023 году, легендарному вагоноремонтному заводу исполнилось 125 лет. Уже не один раз за все эти долгие годы, периодически модернизируемое предприятие, продолжает творить свою славную историю далее.
Но надо признать следующее, что в 2023 году, украинская вагоностроительная отрасль находится в катастрофической ситуации. И только собственными силами, она из этой ситуации выйти не сможет никак.

## Современное состояние
В гиперсложных 2022-2023 годах,  АО «Днепровагонремстрой» хоть и является ещё неприбыльным предприятием, но всё же успешно выполняет многие виды ремонта подвижного состава, постепенно наращивая свои объёмы производства до максимума. 
Завод активно фокусируется на освоении новых видов востребованной продукции и производимых им ремонтных услуг.
Продукция и ремонтные услуги завода, пользуются спросом не только на Украине.